# Кеміллес (Нью-Йорк)
Кеміллес (англ. Camillus) — місто (англ. town) в США, в окрузі Онондага штату Нью-Йорк. Населення — 25 346 осіб (2020).

## Демографія
Згідно з переписом 2010 року, у місті мешкало 24 167 осіб у 10 113 домогосподарствах у складі 6753 родин. Було 10507 помешкань
Расовий склад населення:
| - 94,4 % — білих - 1,8 % — чорних або афроамериканців - 1,4 % — азіатів - 0,5 % — корінних американців |

До двох чи більше рас належало 1,4 %. Частка іспаномовних становила 1,8 % від усіх жителів.
За віковим діапазоном населення розподілялося таким чином: 21,8 % — особи молодші 18 років, 59,7 % — особи у віці 18—64 років, 18,5 % — особи у віці 65 років та старші. Медіана віку мешканця становила 43,7 року. На 100 осіб жіночої статі у місті припадало 91,6 чоловіків;  на 100 жінок у віці від 18 років та старших — 87,7 чоловіків також старших 18 років.
Середній дохід на одне домашнє господарство  становив 80 906 доларів США (медіана — 68 087), а середній дохід на одну сім'ю — 93 499 доларів (медіана — 77 719). Медіана доходів становила 56 108 доларів для чоловіків та 48 606 доларів для жінок. За межею бідності перебувало 5,8 % осіб, у тому числі 5,3 % дітей у віці до 18 років та 6,0 % осіб у віці 65 років та старших.
Цивільне працевлаштоване населення становило 12 803 особи. Основні галузі зайнятості: освіта, охорона здоров'я та соціальна допомога — 32,7 %, роздрібна торгівля — 11,6 %, науковці, спеціалісти, менеджери — 9,2 %, мистецтво, розваги та відпочинок — 8,5 %.